# Debye-Gleichung
Die Debye-Gleichung (benannt nach dem niederländischen Physikochemiker Peter Debye) verknüpft die makroskopisch messbare Größe Permittivität {\displaystyle \varepsilon } mit den mikroskopischen (molekularen) Größen elektrische Polarisierbarkeit {\displaystyle \alpha } und permanentes Dipolmoment {\displaystyle \mu }:
{\displaystyle P_{\mathrm {m} }={\frac {\varepsilon _{r}-1}{\varepsilon _{r}+2}}\cdot {\frac {M}{\rho }}={\frac {N_{\mathrm {A} }}{3\,\varepsilon _{0}}}\left(\alpha +{\frac {\mu ^{2}}{3k_{\mathrm {B} }T}}\right)}
Darin sind
- {\displaystyle P_{\mathrm {m} }} die molare Polarisation (ihre Einheit ist die eines molaren Volumens, also z. B. m3/mol)
- M die molare Masse (in kg/mol)
- {\displaystyle \rho } die Dichte (in kg/m3)
- {\displaystyle N_{\mathrm {A} }} die Avogadro-Konstante
- {\displaystyle \varepsilon _{0}} die elektrische Feldkonstante
- {\displaystyle k_{\mathrm {B} }} die Boltzmann-Konstante
- {\displaystyle T} die absolute Temperatur
- {\displaystyle k_{\mathrm {B} }T} die thermische Energie.

Die Debye-Gleichung vereinigt die temperaturabhängige Orientierungspolarisation (den Summand mit {\displaystyle \mu ^{2}}) und die temperaturunabhängige Verschiebungspolarisation (den Summanden mit {\displaystyle \alpha }).
Für unpolare Stoffe (permanentes Dipolmoment {\displaystyle \mu =0,} also nur induzierte Dipole) geht die Debye-Gleichung über in die Clausius-Mossotti-Gleichung.
Auch bei hochfrequenter Änderung des elektrischen Feldes (etwa ab Mikrowellen-Bereich) ist keine Orientierungspolarisation mehr zu beobachten, da dann die relativ trägen permanenten Dipole dem äußeren Feld nicht mehr folgen können. In diesem Fall geht die Debye-Gleichung ebenfalls in die Clausius-Mossotti-Gleichung über.